# داغ (آلبوم اینا)
«داغ» آلبومی از اینا است که در لهستان در ۴ اوت ۲۰۰۹ منتشر شد.